# ATP Madrid 1975
L'ATP Madrid 1975 è stato un torneo di tennis giocato sulla terra rossa. È stata la 2ª edizione del torneo, che fa parte del Commercial Union Assurance Grand Prix 1975. Si è giocato a Madrid in Spagna dal 27 aprile al 3 maggio 1975.

## Campioni

### Singolare
Ilie Năstase ha battuto in finale  Manuel Orantes con il punteggio di 7–6, 6–1, 2–6, 6–3

### Doppio
- Doppio non disputato